# 擒纵器

擺鐘內普遍使用的錨式擒縱

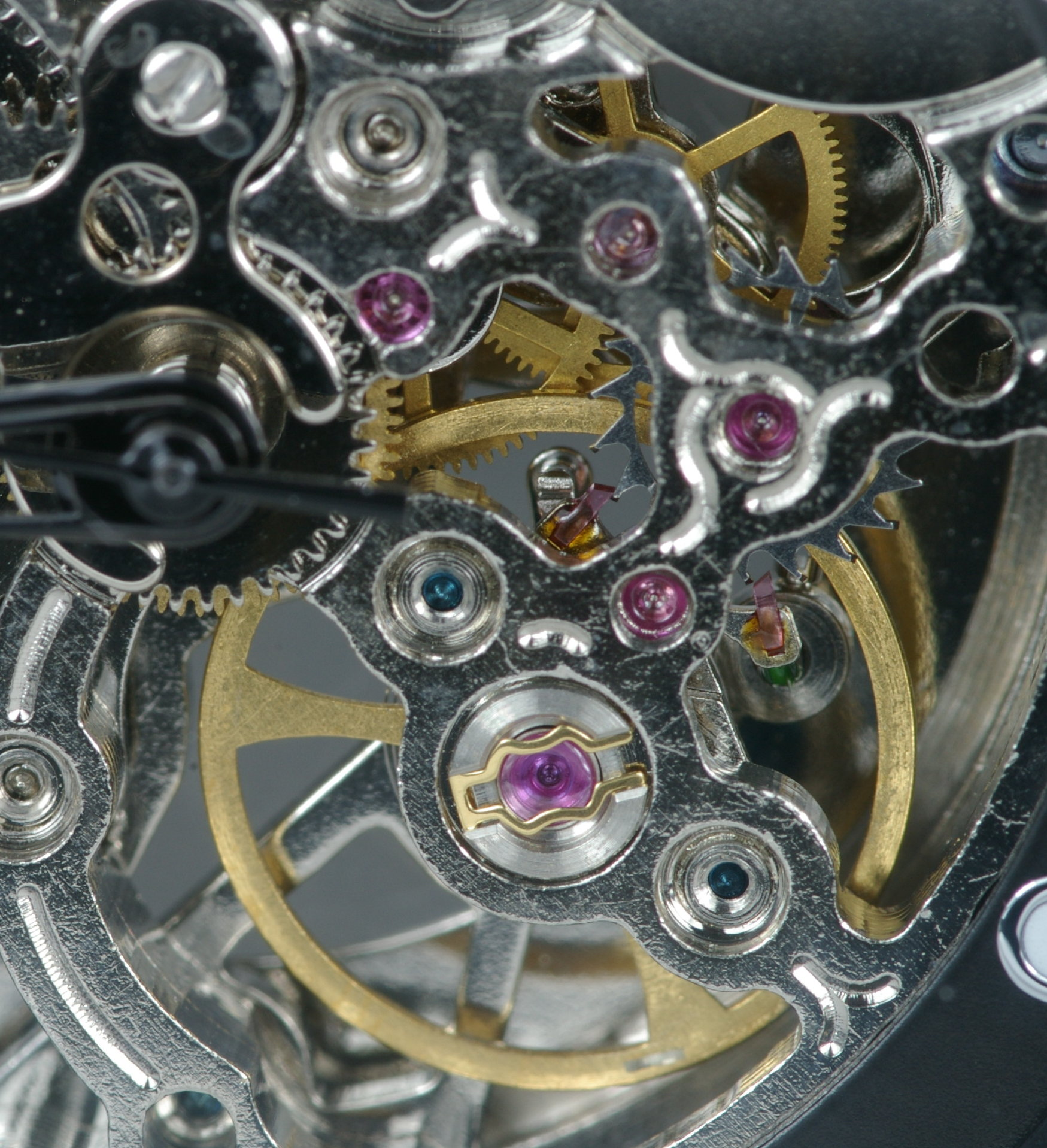
現代機械腕錶內使用的槓桿式擒縱

擒纵器是使用于钟表机械的零件。

## 歷史
擒纵机构最早由希腊的拜占廷人斐罗所发明，当时用于机械式盥洗台的一部分。
用于钟表机械的擒纵机制最早是由唐代（618年-907年）比丘僧暨朝廷天文学家、数学家、工程师──一行禪師（683年-727年）开发，以供其一如张衡（78年-139年）所发明的水力推动浑象仪运转，并且这种机构也可于后来张思训（活跃于10世纪晚期）与苏颂（1020年-1101年）所作浑仪/仪象台上找到。
一行禪師的擒纵机构让每隔一刻击鼓，每隔一时辰撞钟，其本身就是撞钟的一种。不像现代擒纵机构采用悬吊震荡摆臂以停留/释放这机构里小型旋转齿轮上的钩子，中国古代早期的擒纵机构利用重力与水力来达成目的。
在苏颂的仪象台中，初始时枢轮（它在机构的里扮演的角色一如齿轮）被左、右天锁抵住轮辐，整个枢轮无法转动；由平水壶经导管流出的水注入枢轮上的受水壶中；受水壶中无水时，受水壶被托在壶底的格叉架住，所以能接受注水；当注入壶中的水到一定重量，格叉就托不住受水壶，开始下降；格叉下降，受水壶也随之下降，装在壶侧的铁拨牙就向下击开关舌；关舌拉动联在其上的天条，天条再拉下天衡（杠杆）的天权端；天衡天关端随之抬起，带动天关，打开左天锁；左天锁打开，则枢轮被允许在受水壶中水的重力作用下转过一辐；接著，因壶侧的铁拨牙已滑过关舌，天条松弛，天衡在左天锁、天关及天衡左侧杆的重力作用下，左端下落，抵住枢轮上的下一个辐板，使枢轮不能继续转动；同时，天衡右端抬起，并经天条拉起关舌，等候下一次拨击。右天锁的作用是防止枢轮因突然被左天锁抵住而产生的反弹。受水壶在拨过关舌后，其中的水便落入下方的退水壶中。
应当指出的是，古人发明之流体驱动、间些性工作擒纵机制与后来西方中世纪晚期机械钟里的真正擒纵机构「仅在名称上达到共识」；而该中世纪擒纵机构利用砝码取代水力以产生源源不断但平稳的节拍。